# Disciseda kiata
Disciseda kiata är en svampart som beskrevs av Grgur. 1997. Disciseda kiata ingår i släktet Disciseda och familjen Agaricaceae.   Inga underarter finns listade i Catalogue of Life.